# Ana Ramírez Cañil
Ana Ramírez Cañil, més coneguda com a Ana R. Cañil (Madrid, 1958) és una periodista i escriptor espanyola.
En 1977 va començar en el periodisme econòmic, després de fer pràctiques a El Alcázar va treballar a Cinco Días. De 1984 a 1985 va viure a Nova York. Després ha estat redactora en cap d'El Siglo, directora d'Informe Semanal (1991-1992) i delegada a Madrid d'El Periódico de Catalunya. Fou una de les impulsores de Soitu.es i actualment col·labora a eldiario.es i The Huffington Post.
Ha publicat diversos llibres. El primer d'ells, La mujer del maquis, en el que fa un homenatge als proscrits i oblidats, fou guardonat el 2008 amb el Premi Espasa d'Assaig. Després va escriure sobre els Nens perduts del franquisme a Si a los tres años no he vuelto (2011). En 2012 va investigar sobre les "nannies" de la burgesia espanyola en El coraje de Miss Redfield. En 2015 va retratar les conseqüències de la bombolla immobiliària que va provocar la crisi financera espanyola a Masaje para un cabrón (2015). En 2016 va retratar amb Joaquín Estefanía la crisi financera del 2010 a Grècia a Los Tyrakis. El 2022 hava publicar Los amantes Extranjeros.

## Obres
- La mujer del maquis (2008)
- Si a los tres años no he vuelto (2011)
- El coraje de Miss Redfield (2012)
- Masaje para un cabrón (2015)
- Los Tyrakis (2016)
- Los amantes extranjeros (2022)